# 東北鎮區 (伊利諾伊州亞當斯縣)
東北鎮區（英語：Northeast Township）是位於美國伊利諾伊州亞當斯縣的一個行政鎮區。

## 地方資料
根據2010年美國人口普查的數據，東北鎮區的面積為96.20平方千米，當中陸地面積為96.20平方千米，而水域面積為0.00平方千米。當地共有人口828人，而人口密度為每平方千米8人。